# Їмость
Їмость, їгомосць — дружина священника в українських греко-католиків, відповідає слову «паніматка», «попадя» та зверненню «матінка» у православних.
Слово веде походження від архаїчного польського ввічливого звертання [jego / wasza] mość (скорочена форма від [jego / wasza] miłość — «його (ваша) милість»): їмость — «її милість».